# ماهالوونا
ماهالوونا (به لاتین: Mahalevona) یک منطقهٔ مسکونی در ماداگاسکار است که در توآماسینا دوم واقع شده‌است. ماهالوونا ۹ متر بالاتر از سطح دریا واقع شده‌است.